# Фуллер, Брэдли
Брэдли (Брэд) Фуллер (англ. Bradley "Brad" Fuller: род. 5 ноября 1965) — американский кинопродюсер. Он является совладельцем Platinum Dunes, производственной компании, специализирующейся на продюсировании  фильмов ужасов, таких как «Техасская резня бензопилой», «Ужас Амитивилля», «Пятница, 13-е» и «Кошмар на улице Вязов». Он является выпускником Уэслианского университета.

## Фильмография

### Продюсер
| Год  | Название                           | Ориг. название                             | Примечания              |
| ---- | ---------------------------------- | ------------------------------------------ | ----------------------- |
| 1998 | Виртуальная девушка                | Virtual Girl                               | продюсер                |
| 2001 | Виртуальная страсть                | Virtual Girl 2: Virtual Vegas              | продюсер                |
| 2003 | Техасская резня бензопилой         | The Texas Chainsaw Massacre                | исполнительный продюсер |
| 2005 | Ужас Амитивилля                    | The Amityville Horror                      | продюсер                |
| 2006 | Техасская резня бензопилой: Начало | The Texas Chainsaw Massacre: The Beginning | продюсер                |
| 2007 | Попутчик                           | The Hitcher                                | продюсер                |
| 2009 | Нерождённый                        | The Unborn                                 | продюсер                |
| 2009 | Пятница, 13-е                      | Friday the 13th                            | продюсер                |
| 2009 | Всадники                           | Horsemen                                   | продюсер                |
| 2010 | Кошмар на улице Вязов              | A Nightmare on Elm Street                  | продюсер                |
| 2013 | Судная ночь                        | The Purge                                  | продюсер                |
| 2014 | Судная ночь 2                      | The Purge: Anarchy                         | продюсер                |
| 2014 | Черепашки-ниндзя                   | Teenage Mutant Ninja Turtles               | продюсер                |
| 2014 | Уиджи: Доска Дьявола               | Ouija                                      | продюсер                |
| 2015 | Континуум                          | Project Almanac                            | продюсер                |
| 2016 | Черепашки-ниндзя 2                 | Teenage Mutant Ninja Turtles: Half Shell   | продюсер                |
| 2016 | Судная ночь 3                      | The Purge 3                                | продюсер                |